# Eusynthemis tenera
Eusynthemis tenera är en trollsländeart som beskrevs av Günther Theischinger 1995. Eusynthemis tenera ingår i släktet Eusynthemis och familjen skimmertrollsländor. Inga underarter finns listade i Catalogue of Life.